# Dicke Braken
Koordinaten: 52° 50′ 55″ N, 8° 41′ 34″ O
Der Dicke Braken ist ein Waldgebiet in der Stadt Bassum im niedersächsischen Landkreis Diepholz. Es liegt westlich der Kernstadt Bassum, südwestlich des Bassumer Ortsteils Wichenhausen, nördlich des Bassumer Ortsteils Helldiek und westlich der Landesstraße L 776 („Harpstedter Straße“). Es erreicht eine Höhe von 54,5 Meter.

## Objekte im Dicken Braken
- Städtischer Waldkindergarten[2]
- Freie Schule Prinzhöfte, befindet sich am südlichen Waldrand („Helldiek 58“)[3]